# بي إي سي 418
بي إي سي 418 (بالإنجليزية: PAC418) وهو مقبس تم إتلاقه عام 2001 من قبل شركة إنتل لوحدات المعالجة المركزية من نوع إتانيوم المستخدمة في الخوادم. ونظرت الشركة في استخدام شق 3 لوحدات إتانيوم، ولكن كان القرار باستخدام بي إي سي 418. وتم لاحقا تبديل هذا المقبس بمقبس بي إي سي 611 (PAC611) المستخدم لوحدات إتانيوم 2.